# Hemithraupis
Hemithraupis é um género de aves, da família Fringillidae (Taxonomia de Sibley-Ahlquist), entretanto, alguns taxonomistas o incluem na família Thraupidae.

## Espécies
- Hemithraupis flavicollis (Vieillot, 1818)
- Hemithraupis guira (Linnaeus, 1766)
- Hemithraupis ruficapilla (Vieillot, 1818)